# 부여덕장
부여덕장(扶餘德璋)은 패망한 백제의 왕족이다. 의자왕의 아들로서 당나라 장수를 역임했던 부여융의 아들이자, 의자왕의 손자이다.

## 가족관계
- 증조부 : 무왕(武王)
- 증조모 : 선화공주(善花公主)
  - 조부 : 의자왕(義慈王)
  - 조모 : 은고(恩古)
    - 아버지 : 융(隆)
      - 아들 : 경(敬)
      - 딸 : 부여태비(扶餘太妃)